# 278 هـ
278 هـ هي سنة في التقويم الهجري امتدت مقابلةً في التقويم الميلادي بين سنتي 891 و892.

## أحداث
- مؤسس مذهب القرامطة حمدان بن الأشعث الذي يلقب «بقرمط». قدم من الأهواز إلى الكوفة.

## مواليد
- عماد الدولة الديلمي
- الأمير أبو أحمد الموفق